# Vsevolod Tarassevitch
Vsevolod Sergueïevitch Tarassevitch (en russe : Всеволод Сергеевич Тарасевич ; Ferghana, 24 novembre 1919 - Moscou, 1998) est un photographe et photojournaliste russe.

## Biographie
Vsevolod Tarassevitch, photographe de la Grande Guerre patriotique, a travaillé pour RIA Novosti.

## Expositions
- 6 juin - 14 juillet 2013 : Multimedia Art museum, Moscou.
- 25 octobre — 3 décembre 2023 : Time formula, Technopark Skolkovo, Moscou[1].

## Galerie

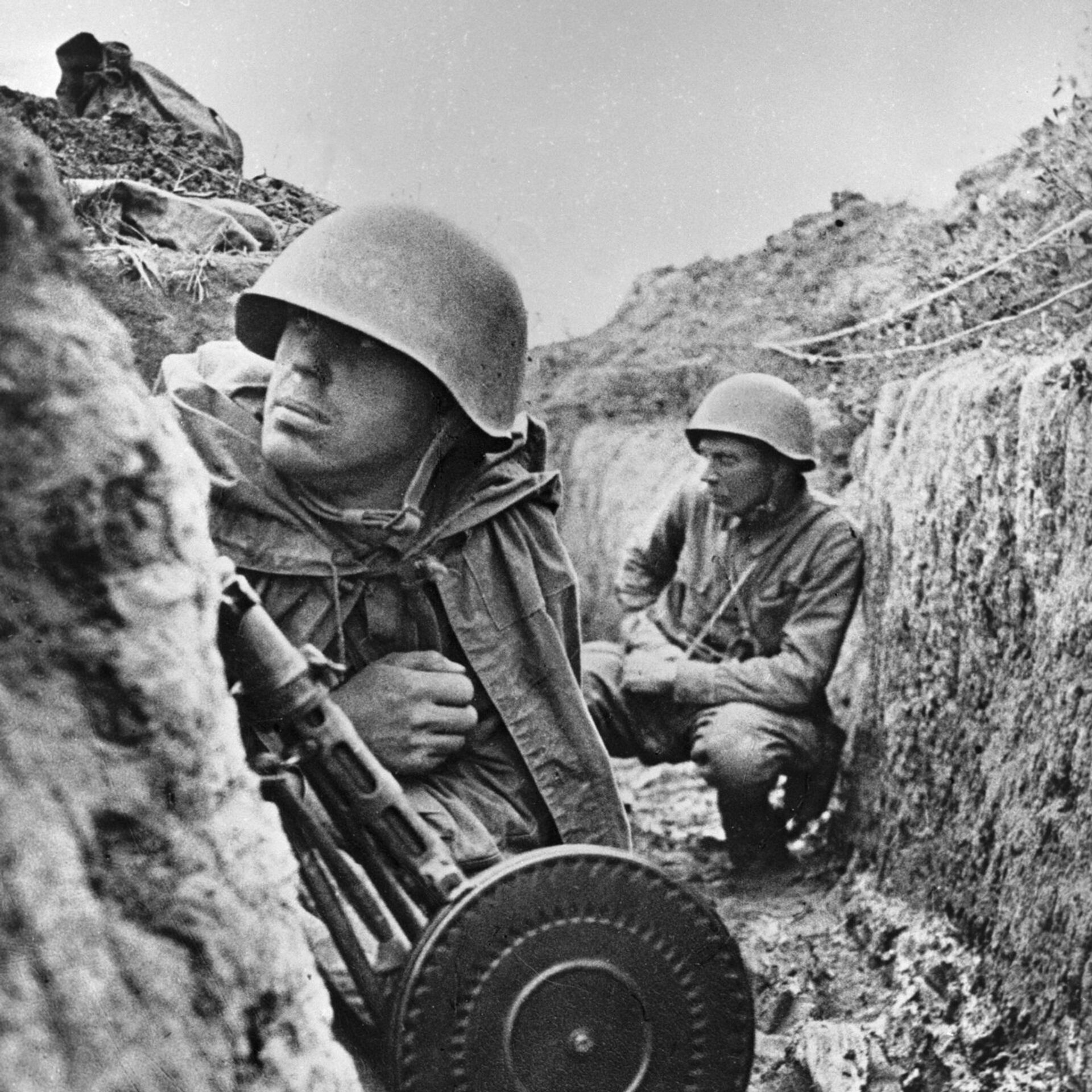
Soldats russes dans une tranchée avant une offensive lors du siège de Leningrad, septembre 1941.
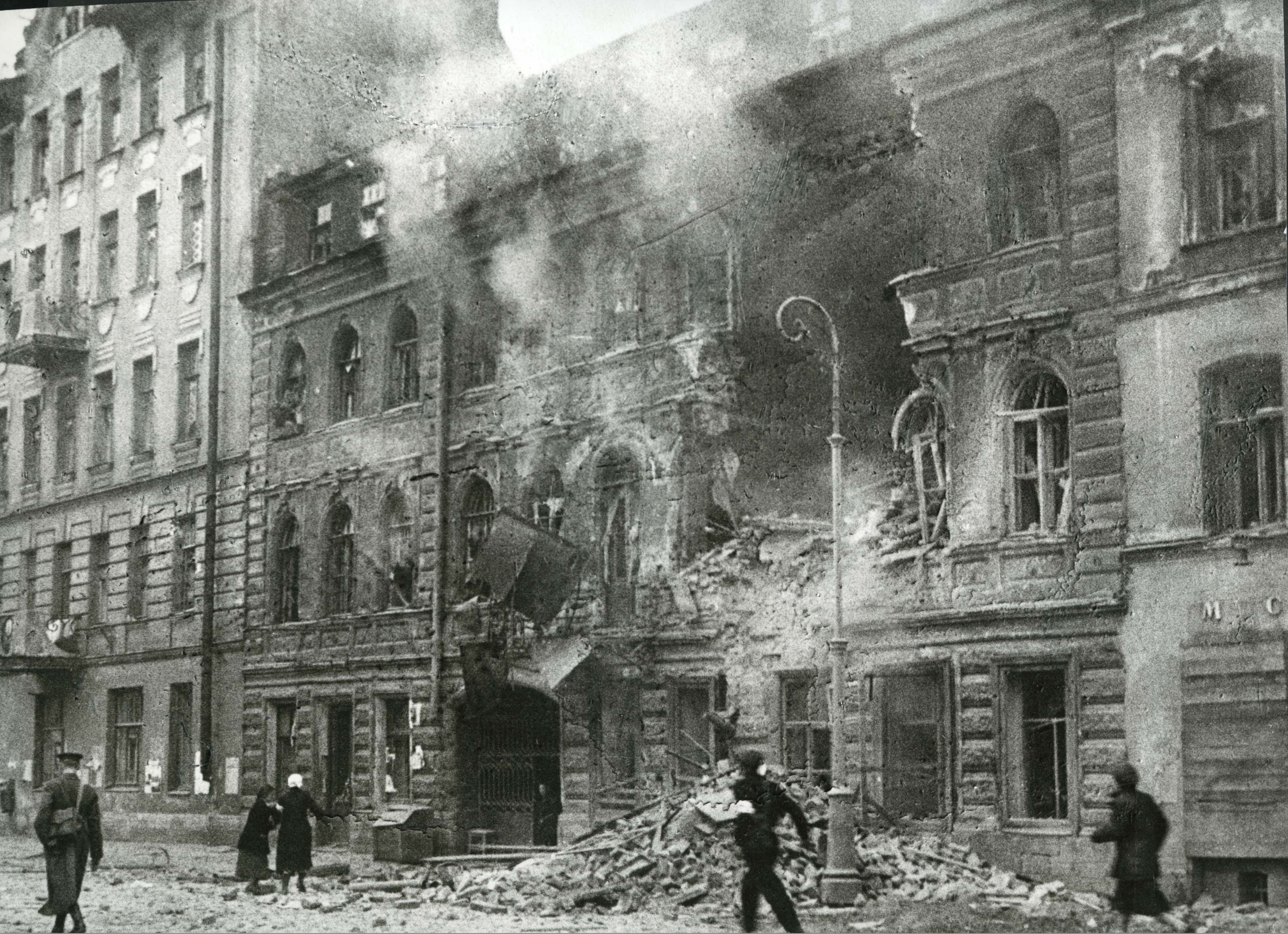
Une rue de Léningrad après un bombardement, janvier 1942.
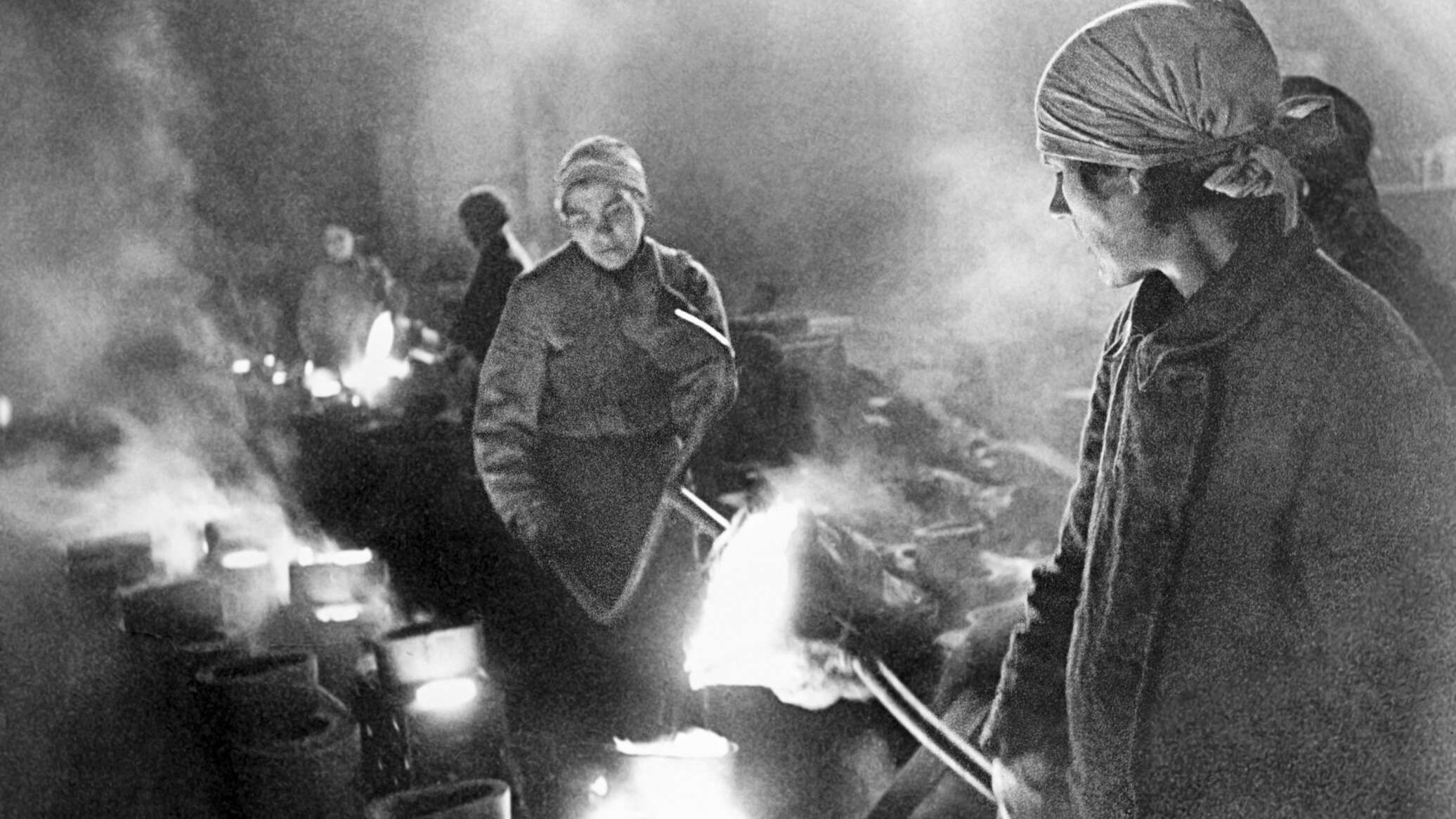
Femmes dans une usine métallurgique lors du siège de Leningrad, janvier 1942.
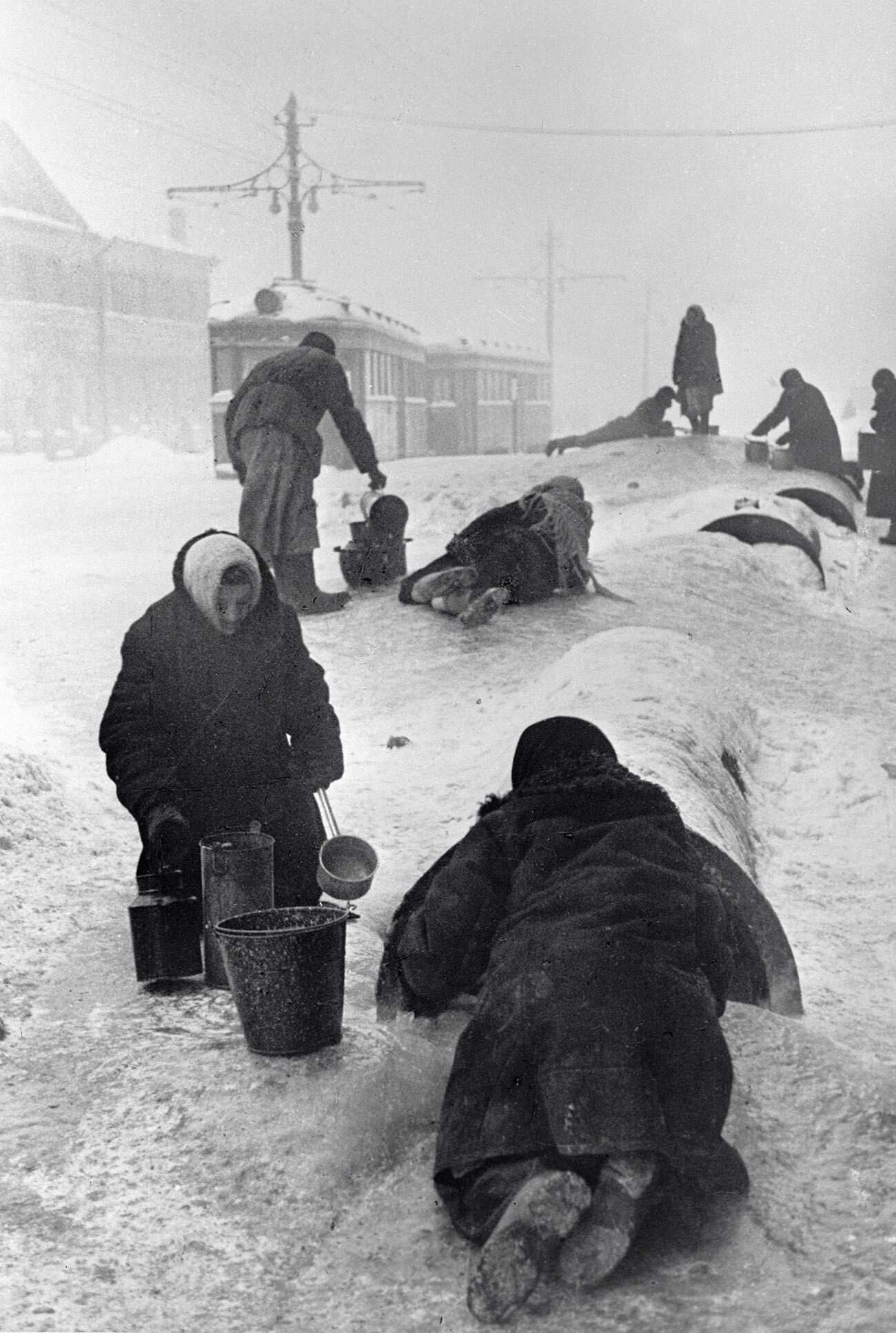
Habitants récupérant de l'eau d'une conduite brisée lors du siège de Leningrad, janvier 1942.
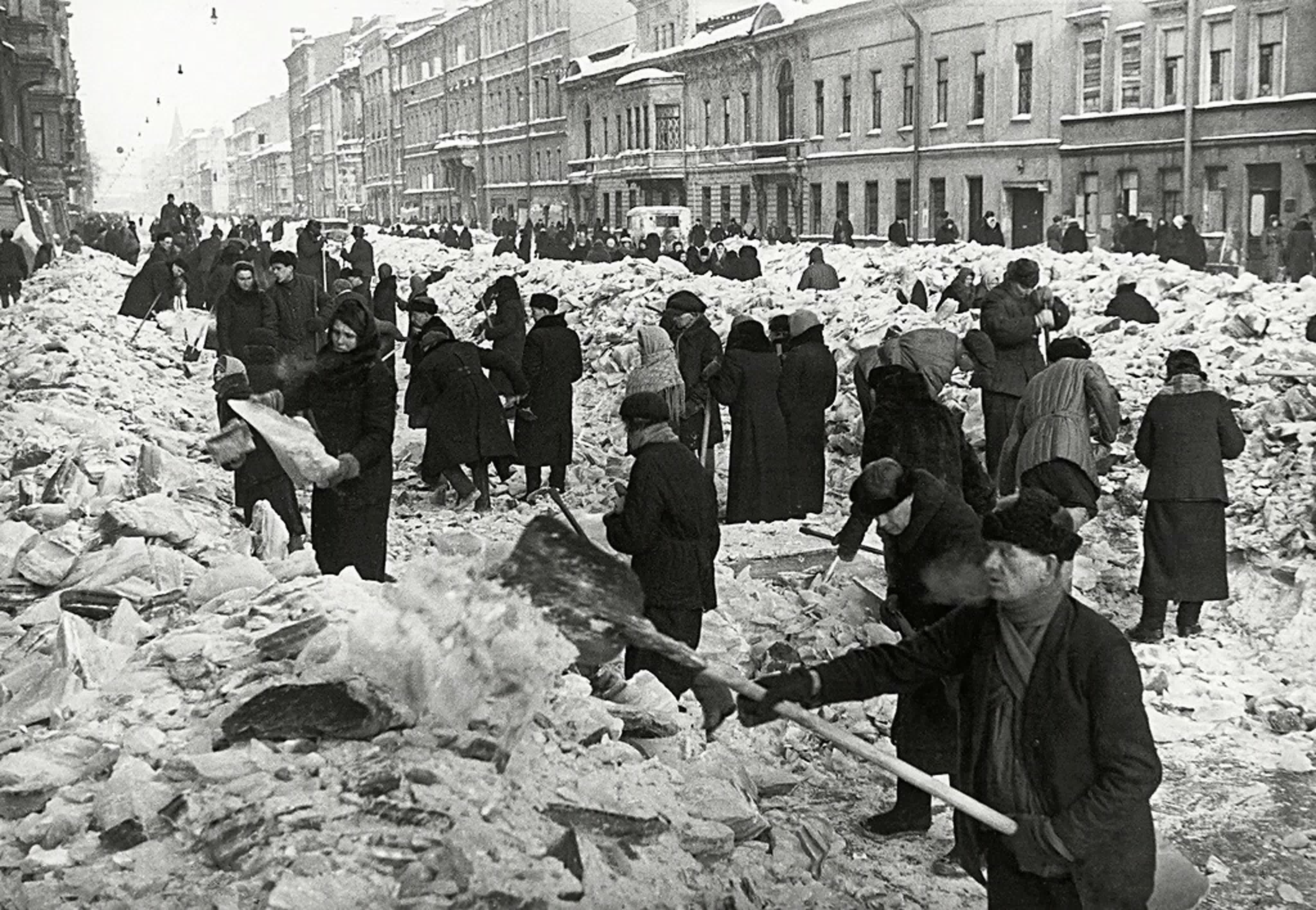
Habitants déneigeant une rue lors du siège de Leningrad, mars 1942.
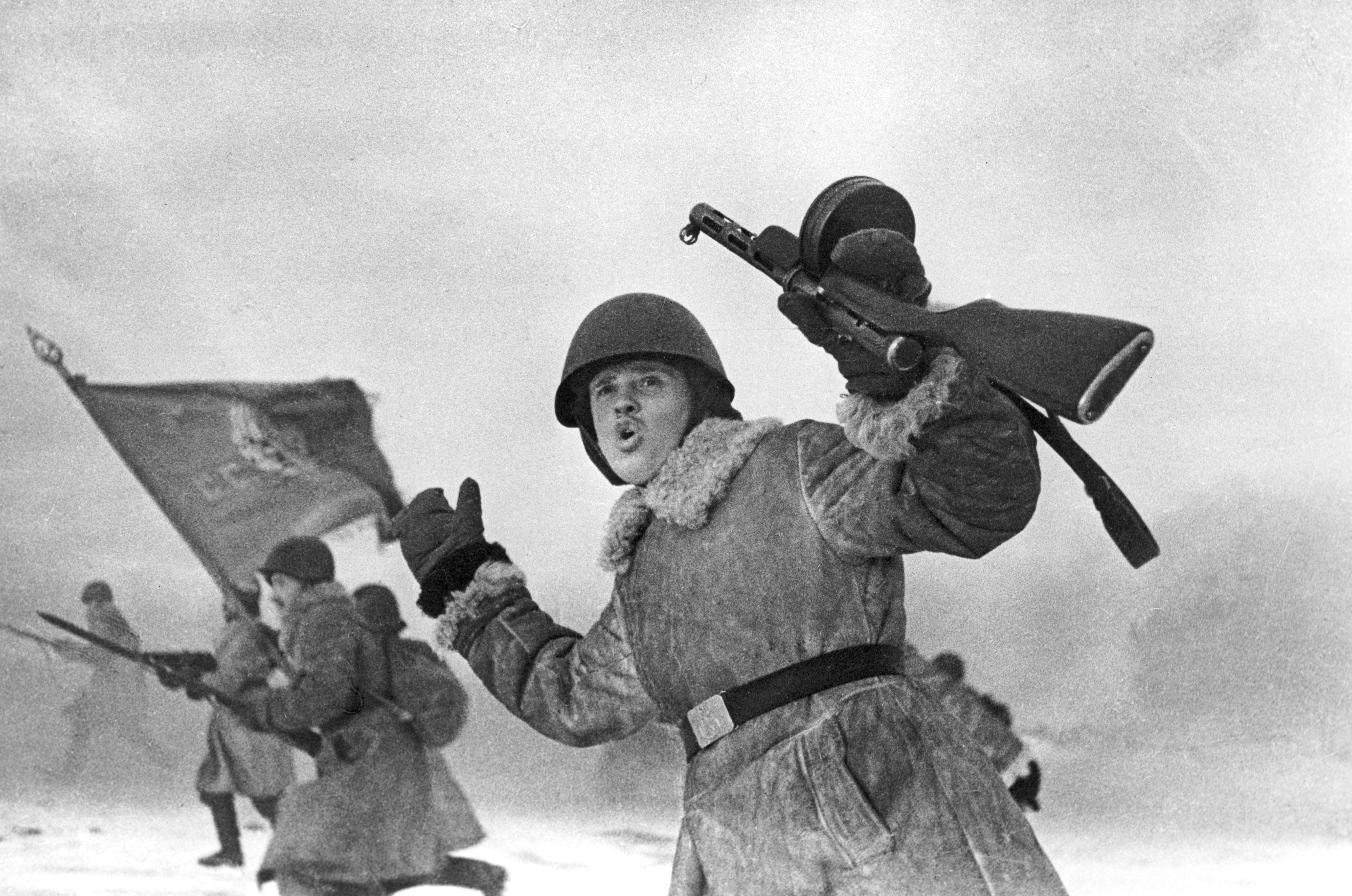
Soldats russes lors d'une offensive à Léningrad, janvier 1943.
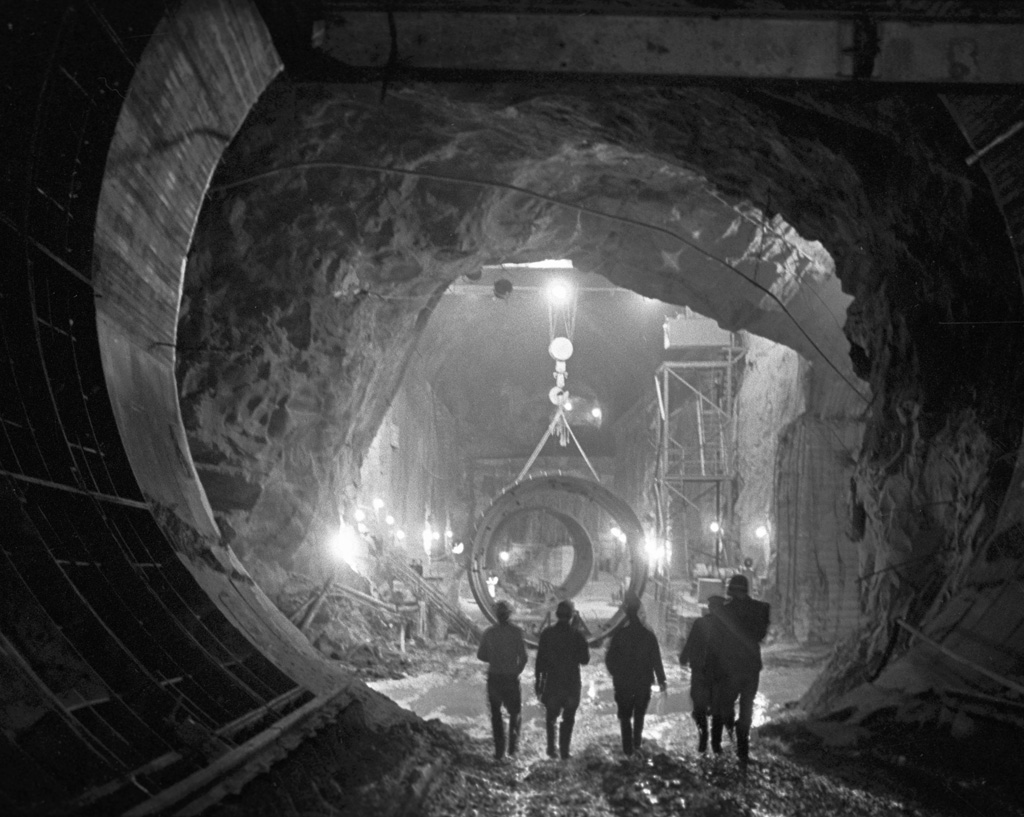
Tunnel du barrage de Nourek en cosntruction, novembre 1970.